# Yorkshire e Humber
Lo Yorkshire e Humber (Yorkshire and The Humber in inglese) era una delle regioni dell'Inghilterra. Comprendeva la maggior parte della contea tradizionale dello Yorkshire, oltre a parte del Lincolnshire settentrionale che faceva precedentemente parte dell'Humberside. Confinava con le Midlands Orientali a sud, con il Nord Ovest a ovest, con il Nord Est a nord e con il Mare del Nord a est.
Era una delle due regioni (insieme al Nord Ovest) in cui si sarebbe dovuto tenere un referendum per creare un'assemblea regionale. La regione Nord Est rigettò la proposta in un referendum simile. Il vice primo ministro John Prescott aveva successivamente annunciato che non si sarebbero tenuti referendum in proposito prima del giugno 2005. Col definitivo naufragio del progetto di regionalizzazione dell'Inghilterra, l'assemblea intergovernativa regionale è stata disciolta il 31 marzo 2009. Un minimale progetto di coordinamento delle autorità locali, iniziato nel 2011, è anch’esso naufragato nel 2015.

## Suddivisioni
| Mappa                    | Contea cerimoniale           | Contea / autorità unitaria                                         | Distretti                                          |
| ------------------------ | ---------------------------- | ------------------------------------------------------------------ | -------------------------------------------------- |
|                          | South Yorkshire *            | South Yorkshire *                                                  | 1. Sheffield 2. Rotherham 3. Barnsley 4. Doncaster |
| West Yorkshire *         | West Yorkshire *             | 5. Wakefield 6. Kirklees 7. Calderdale 8. Bradford 9. Leeds        |                                                    |
| North Yorkshire (parte)  | 10. North Yorkshire †        | Selby Harrogate Craven Richmondshire Hambleton Ryedale Scarborough |                                                    |
| North Yorkshire (parte)  | 11. York                     |                                                                    |                                                    |
| East Riding of Yorkshire | 12. East Riding of Yorkshire | 12. East Riding of Yorkshire                                       |                                                    |
| East Riding of Yorkshire | 13. Kingston upon Hull       |                                                                    |                                                    |
| Lincolnshire (parte)     | 14. North Lincolnshire       | 14. North Lincolnshire                                             |                                                    |
| Lincolnshire (parte)     | 15. North East Lincolnshire  |                                                                    |                                                    |

Legenda: contea non metropolitana = † |  contea metropolitana = *
In origine la regione era chiamata Yorkshire e Humberside e definita come North Yorkshire, West Yorkshire, South Yorkshire e Humberside. Da allora, l'Humberside è stato diviso, le contee del West e del South Yorkshire sono state abolite e York si è staccata dal North Yorkshire. Occasionalmente si trova anche la vecchia forma del nome.